# 재미

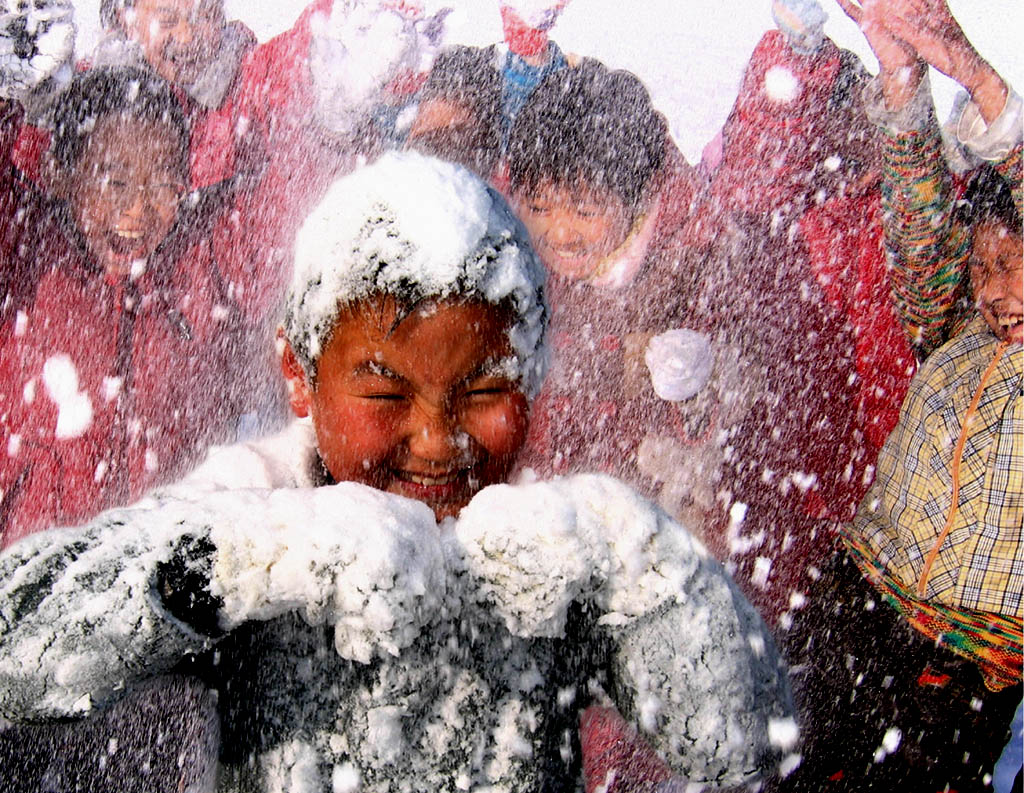
눈을 갖고 놀며 재미를 느끼는 중국의 어린이들.

재미는 어떠한 것에 대해 흥미를 느끼고, 그것에 관한 일종의 만족감이다. 옥스퍼드 영어 사전에 따르면 재미(fun)는 "마음이 편한 기쁨(pleasure), 향유(enjoyment) 또는 즐거움(amusement), 떠들썩한 유쾌함(boisterous joviality or merrymaking), 오락"으로 정의된다.

## 활동
수많은 육체적 활동들은 재미를 주는 기회를 제공한다. 재미뿐 아니라 육체적, 심리적 상태를 개선하기도 한다.
재미를 위한 기회
- 스노볼링 (1899년)
- 놀이터 분수 속 어린이들 (2006년 프랑크프루트)
- 젊은 성인들의 놀이 (2006년 시카고)
- 베개 싸움 (2010년 바르샤바)

## 심리학
요한 하위징아에 따르면 재미는 삶의 절대적으로 중요한 분류의 하나로서 누구에게나 친숙한 것이다. 심리학 연구에서는 재미의 중요성과 재미가 시간 인식에 미치는 영향을 모두 밝혀냈다. 재미를 느낄 때 시간 인식이 단축되기도 한다. "즐거운 시간을 보낼 때는 시간이 빨리 흐른다"라는 속담이 있다.
재미있다고 인식되는 게임, 장난감 및 활동은 종종 어떤 면에서 도전적인 것으로 제안되었다. 의식적으로 생각하고, 도전을 극복하고, 새로운 것을 배우는 데 어려움을 겪는 사람은 새로운 경험을 즐기고 그것을 재미있다고 생각할 가능성이 더 높다. 일상적인 활동의 변화가 이러한 인식의 핵심인 것으로 보인다. 왜냐하면 사람들은 일상적이고 제한된 의식적 사고가 필요한 활동에 참여하면서 일상적인 하루의 대부분을 보내기 때문이다. 일상적인 정보는 뇌에 의해 "덩어리 패턴"(chunked pattern)으로 처리된다. 게임 디자이너 라프 코스터(Raph Koster)에 따르면 "우리는 현실 세계를 거의 보지 않는다.", "대신에 덩어리화된 것을 인식하고 그대로 둔다. [... ] 많은 예술의 본질은 사물을 우리가 가정하는 대로가 아니라 실제로 있는 그대로 보도록 강요하는 데 있다고 주장할 수도 있다. 재미는 사람들의 긴장을 푸는 데 도움이 되기 때문에 때때로 "인생의 즐거움을 더하고" "스트레스에 대한 완충 역할"을 돕는 데 중요한 "사회적 윤활유"로 간주된다.
아이들에게 재미는 놀이와 밀접한 관련이 있으며, 자연스럽고 창의적인 방식으로 재미를 추출하는 능력이 뛰어나다. 놀이는 즐거움을 누릴 수 있는 능력, 즉 적어도 잠시 동안은 무한히 즐길 수 있는 능력과 관련된다.

## 생리학
일부 과학자들은 "비정상적이거나 놀라운 상황"에 직면했을 때 자극되는 새로움에 대한 인식과 관련된 뇌 영역을 확인했다. 정보는 처음에 장기 기억 통합 부위인 해마에서 수신되며, 이곳에서 뇌는 새로운 정보를 장기 기억에 저장된 인식 가능한 패턴과 일치시키려고 시도한다. 이것이 불가능할 때, 뇌는 감정의 부위인 편도체를 자극하고 새로운 기억과 관련된 즐거운 느낌을 생성하는 화학물질인 도파민을 방출한다. 즉, 새로움으로 뇌를 자극함으로써 재미가 만들어진다.

## 같이 보기
- 즐거움
- 에피쿠로스
- 쾌락주의